# The Gallo
The Gallo (ギャロ;, Gyaro) é uma banda independente japonesa de rock visual kei formada em maio de 2009 em Tóquio, apesar da maioria dos membros serem nativos de Hokkaido. Sua formação atual conta com Jojo, Andy, Wajou, Nov e Kaede. O estilo do grupo é descrito como erótico e grotesco, sendo único dentro da cena visual kei.

## Carreira

### Formação e primeiros anos (2009-2012)
A banda foi formada pelo vocalista Jojo e baixista Andy, após a separação de sua antiga banda The Skull Fuck Revolvers além dos guitarristas Lulu, Hikaru e baterista Kaede. Kaede entrou na banda um pouco mais tarde que os outros membros e foi apresentado a Jojo e Andy por seu irmão mais novo que tocava com eles no The Skull Fuck Revolvers. Além disso, eles formaram uma banda temporária chamada Tokyo Himitsu Club um ano antes. Lançaram seu primeiro single, "Mudai" (無題) em 2009. Seu primeiro álbum completo, "Tokyo Cinderella (東京シンデレラ)", foi lançado em 24 maio de 2010. Lulu deixou o grupo em 2012 e foi substituído pelo guitarrista Wajou.

### Diavolo, entrada de Nov e novos singles (2016-2018)
Em 2 de março de 2016, lançaram o álbum conceitual Diavolo que conta histórias de terror no período do Japão Imperial. Ele alcançou a 292° posição na Oricon Albums Chart. Por um período, o single do álbum "Belial" esteve disponível para compra na loja online da banda.
Em novembro de 2015, o guitarrista Hikaru deixou a banda. Em 25 de agosto do ano seguinte, acompanhado da notícia do lançamento de um novo álbum "LUCIFERO", o guitarrista Nov que antes fazia parte da banda DADA (não confundir com DADAROMA), juntou-se ao The Gallo. Presente no álbum, o videoclipe da canção "Yami Uta" foi lançada no canal oficial da banda no Youtube, em novembro. Mais de um ano depois do lançamento de "LUCIFERO", o grupo retorna anunciando o lançamento do single "Kerberos" para 14 de março de 2018. Após o lançamento, embarcaram em turnê com a banda Kuroyuri to Kage de março a abril. Em 28 junho de 2016 o single "Pluto" foi lançado. Em 19 de setembro, lançaram o single "Veltro".

### 10 anos de carreira (2019-presente)
Em 2019, lançaram o single "Deathtopia" em 8 de maio e "Vitch" no final de agosto. Em comemoração aos 10 anos de banda, também lançaram o álbum de grandes êxitos Kokkeigaku -GALLOXY-, com algumas músicas regravadas. O grupo faria seu primeiro show internacional no evento "Saboten Con" em Arizona, mas foi adiado por conta da pandemia de COVID-19. No final de 2020, ainda em meio a pandemia, fizeram um show online pelo TwitCasting. Em 2021, regravaram a canção do THE SKULL FUCK REVOLVERS "Kyokutou Kaizokudan -Kamui-" e seu videoclipe contou com a participação dos músicos de outras bandas visual kei Manjirou Ogawa, Joe e TφRU. Em 12 de maio, a regravação foi lançada como single. Além disso, esse single foi escolhido pela banda para ser incluído no álbum de compilação Chaos Collection, que também incluiu bandas como Leetspeak Monsters e foi o primeiro álbum de compilação de visual kei lançado por uma empresa internacional.

## Influências
Jojo conta que o primeiro CD que adquiriu era do Buck-Tick. Logo depois, ele foi amplamente influenciado pelo estilo carismático e punk de Kiyoharu, do Kuroyume e Sads. Wajou começou a tocar guitarra inspirado em um amigo que tocava violão em festivais da escola. Ele começou a se basear em Luna Sea e Boowy, e então em Pantera e Dream Theater. Andy se inspirou principalmente por L'Arc~en~Ciel e o guitarrista Ken, além de outras bandas como Sex Machineguns e Siam Shade. A primeira banda que Nov conheceu é SMAP, apresentado a ele pela sua irmã. Ele começou a tocar guitarra por gostar de hide do X Japan.
O baterista Kaede conta que foi influenciado por Luna Sea e é um grande fã do guitarrista Inoran. Ele começou a tocar guitarra inspirado nele, mas logo depois trocou para bateria imitando Shinya.

## Membros
- Jojo (ジョジョ) - vocais (2009-presente)
- Andy (アンディ) - baixo (2009-presente)
- Wajou (ワジョウ) - guitarra (2012-presente)
- Nov (ノヴ) - guitarra (2016-presente)
- Kaede (カエデ) - bateria (2009-presente)

### Ex-membros
- Hikaru (ひかる) - guitarra (2009-2015)
- Lulu (ルル) - guitarra (2009-2012)

## Discografia

### Álbuns
| Título                                                                 | Lançamento                                 |
| ---------------------------------------------------------------------- | ------------------------------------------ |
| Tokyo Cinderella (東京シンデレラ)                                      | 24 de fevereiro de 2010                    |
| Tokyo Harenchi Dai Sakasu -Shin Sekai- (東京破廉恥大サーカス -新世界-) | 20 de outubro de 2010                      |
| Kokkei-ron -NEO JAPANESQUE BEAUTY AND DESTROY-                         | 11 de abril de 2012                        |
| Gallo                                                                  | 8 de dezembro de 2013                      |
| Nero                                                                   | 3 de dezembro de 2014                      |
| Diavolo                                                                | 2 de março de 2016 Posição na Oricon: #292 |
| Lucifero                                                               | 9 de outubro de 2016                       |
| Kokkei-gaku -GALLOXY-                                                  | 25 de dezembro de 2020                     |

### Singles
| Título                                                                                             | Lançamento             |
| -------------------------------------------------------------------------------------------------- | ---------------------- |
| Mudai (無題)                                                                                       | 5 de maio de 2009      |
| Gokusai-shiki ma Ressha -GA110- (極彩式魔列車-GA110-)                                              | 4 de setembro de 2009  |
| Maō (魔王)                                                                                         | 4 de setembro de 2009  |
| ALICE IN WORLD`S END                                                                               | 12 de maio de 2010     |
| Dai Maō (大魔王)                                                                                   | 15 de junho de 2011    |
| Maou -Doukoku- (魔王-慟哭-)                                                                        | 3 de agosto de 2011    |
| Dai Nippon Kuro Niwatori Shugisha Renmei Kōshinkyoku e Tanchō (大日本黒鶏主義者聯盟行進曲嬰ヘ短調) | 2 de junho de 2012     |
| Kyokutō Rōman Tan・Yume (極東浪漫譚・夢)                                                           | 16 de dezembro de 2012 |
| Yumeen (夢宴)                                                                                      | 21 de maio de 2014     |
| Incubus                                                                                            | 27 de maio de 2015     |
| Succubus                                                                                           | 8 de agosto de 2015    |
| Belial                                                                                             | 17 de novembro de 2015 |
| Lucifero -EP-                                                                                      | 10 de setembro de 2016 |
| Kerberos                                                                                           | 14 de março de 2018    |
| Pluto                                                                                              | 26 de junho de 2018    |
| Veltro                                                                                             | 16 de setembro de 2018 |
| Deathtopia                                                                                         | 8 de maio de 2019      |
| Vitch                                                                                              | 28 de agosto de 2019   |
| Kyokutou Kaizokudan -kamui-                                                                        | 12 de maio de 2021     |